# Flickorna i Småland
För andra betydelser, se Flickorna i Småland (olika betydelser).

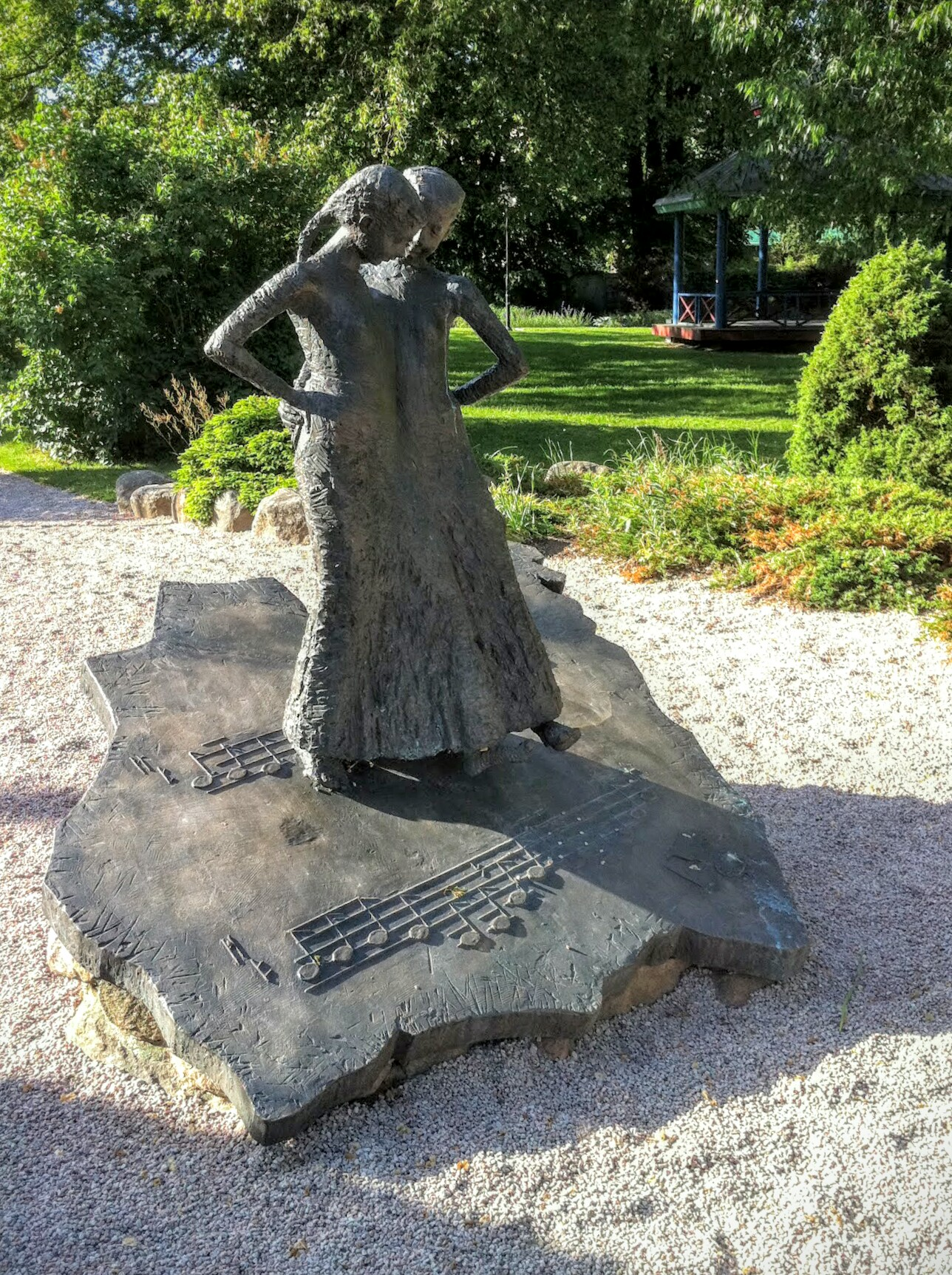
Statyn Flickorna i Småland i Järnvägsparken, Ljungby uppfördes 1992 för att ”hugfästa Karls Williams kända skapelse Flickorna i Småland”.

Flickorna i Småland är en sång på svenska. Sången skrevs 1912 av Karl Williams (Kalle i Dalen) och Fridolf Lundberg och blev en långlivad schlager. Enligt Svenska Turistföreningens årsskrift 1968 fick Williams inspiration till sången en söndag i mitten av 1912 när han cyklade från Hamneda till en fest i Torpa. När han fått punktering och skulle laga cykelringen fick han se tre granna flickor på de närbelägna ljungbackarna.
Flickorna i Småland har spelats in på skiva otaliga gånger. En tidig version är Eric Engström som gjorde en akustisk inspelning, det vill säga utan mikrofon, på Hotel Continental i Stockholm den 15 november 1919. . 1945 gav schlagermelodin namn åt en film, Flickorna i Småland, där Sickan Carlsson sjöng den. Den amerikanska vokalgruppen Delta Rhythm Boys som turnerade i Sverige plockade upp melodin fick stor framgång med den, så till den grad att melodin fortfarande förknippas främst med dem. De gjorde sin första inspelning av melodin 1951 Även Eddie Meduza har tagit sig an den.
Lalla Hansson skrev och spelade in en annan text på sången, "Det är killarna från Södermannagatan 61".
Lena Philipsson och Charlotte Nilsson framförde sången då de var programledare i Melodifestivalen 2003 under deltävlingen i Jönköping. Även under Melodifestivalen 2016 framfördes låten, denna gång av Gina Dirawi och Charlotte Perrelli.